# Christy Mathewson
Christopher „Christy“ Mathewson (* 12. August 1880 in Factoryville, Pennsylvania; † 7. Oktober 1925 in Saranac Lake, New York) war ein US-amerikanischer Baseballspieler und -manager in der Major League Baseball (MLB).
Mathewson spielte auf der Position des Pitchers und war unter den Spitznamen „Big Six“, „The Christian Gentleman“, oder „Matty“ bekannt.

## Frühe Jahre
Mathewson besuchte die Bucknell University in Lewisburg im Bundesstaat Pennsylvania. Dort spielte er sowohl Football als auch Baseball in den jeweiligen Schulteams. Bereits im Alter von 14 Jahren sammelte Mathewson erste Erfahrungen im semi-professionellen Baseball, als er für den Baseballclub seiner Heimatstadt Factoryville in einem Spiel gegen Mill City pitchen durfte. Während seiner Zeit in Bucknell spielte Christy bei Minor League Teams in Honesdale (Pennsylvania) und Meridian (Pennsylvania).

## Profikarriere

### 1899 bis 1900
Im Jahr 1899 verließ Mathewson das College und unterschrieb seinen ersten professionellen Baseballvertrag bei Taunton, einem Team der New England League. Im darauf folgende Jahr wechselte er nach Norfolk in die Virginia-North Carolina League, wo er die Saison mit einem bemerkenswerten Win-Loss von 20:2 beendete. Im Juli 1900 kauften die New York Giants Mathewsons Vertrag für 1.500 US-Dollar von Norfolk. Nachdem Mathewson allerdings in sechs Spielen für die Giants einen 0:3 Rekord aufwies, forderte New York sein Geld zurück. Kurze Zeit später übernahmen die Cincinnati Reds Mathewson in ihren Kader, nur um ihn im Dezember im Tausch gegen Amos Rusie wieder zu den Giants ziehen zu lassen.

### New York Giants
Während seiner 17 Jahre andauernden Karriere brachte es Mathewson bei 188 Loss auf 373 Wins, was einer überragenden Siegquote von 66,5 % entspricht. Damit führt er nach wie vor die ewige Bestenliste der Wins in der National League, gemeinsam mit Pete Alexander, an.

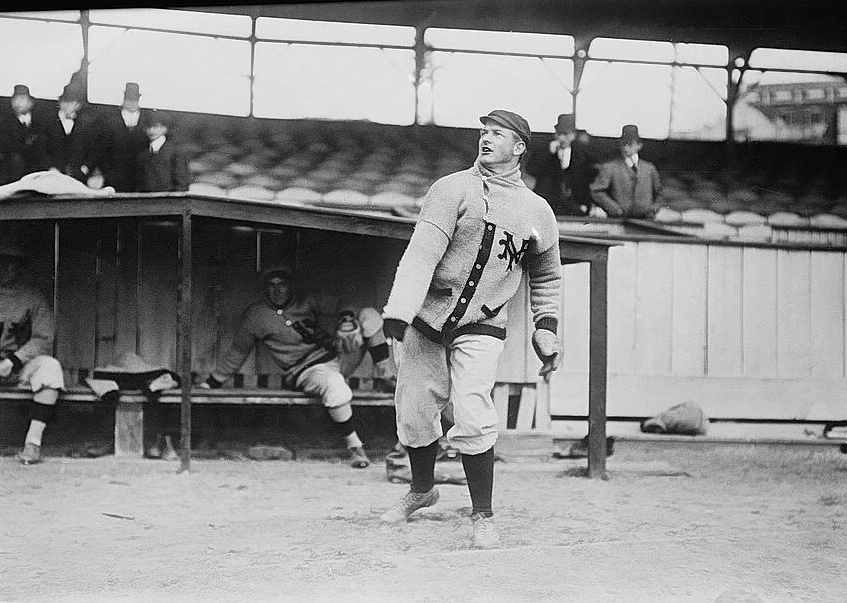
Mathewson beim Aufwärmen vor einem Spiel

Berühmt sind noch heute die 25 Duelle gegen den Pitcher Mordecai "Three Finger" Brown. Brown gewann 13 der Duelle, Mathewson 11. Ein Spiel endete mit einer No-Decision.
Im Jahr 1905 gewann Mathewson mit den Giants die World Series gegen die Philadelphia Athletics, wobei er in Spiel 1 als Starting Pitcher mit einem 4-Hit Shutout für den Sieg sorgte. Gleiches gelang ihm drei Tage später in Spiel 3 der Serie. In Spiel 5 schließlich entschied er die Serie dank eines 6-Hit Shutout zu Gunsten der Giants. Folglich gelang es Mathewson, innerhalb von nur sechs Tagen drei komplette Spiele zu pitchen, ohne dass der Gegner auch nur einen Run erzielen konnte.
Im gleichen Jahr hatte Mathewson bereits die Triple Crown für Pitcher in der National League gewonnen, was ihm im Jahr 1908 erneut gelingen sollte.

### Cincinnati Reds
Am 20. Juli 1916 wurde Mathewson zu den Cincinnati Reds getradet, bei denen er nach nur einem gepitchten Spiel die Position des Managers übernahm, die er in den kommenden drei Spielzeiten bekleidete.

## Erster Weltkrieg
Im Jahr 1918 meldete sich Mathewson freiwillig bei der United States Army, um im Ersten Weltkrieg zu kämpfen. Er diente gemeinsam mit Ty Cobb in Europa in der Kampfgas-Abteilung. Während einer Übung erlitt er bei einem Zwischenfall eine Gasvergiftung, aufgrund derer er an Tuberkulose erkrankte. Aufgrund seiner Erkrankung kehrte Christy in die USA zurück und arbeitete von 1919 bis 1920 als Coach bei den Giants. Ab 1923 fungierte Mathewson dann in Teilzeit als Präsident bei den Boston Braves.

## Tod
Zwei Jahre nach der Übernahme des Amtes bei den Braves verstarb Mathewson in Saranac Lake im US-Bundesstaat New York am Tag von Spiel 1 der World Series 1925. Ihm zu Ehren spielten die beteiligten Teams, die Pittsburgh Pirates und die Washington Senators, mit Trauerflor. Mathewson liegt in Lewisburg (Pennsylvania) begraben.

## Andere Sportarten
Während seiner Zeit bei den New York Giants spielte Matthewson 1902 für eine halbe Saison auch professionell American Football. Er wurde bei den Pittsburgh Stars auf der Position des Fullback eingesetzt.